# Rudnea-Povceanska, Luhînî
Rudnea-Povceanska (în ucraineană Рудня-Повчанська) este un sat în comuna Povci din raionul Luhînî, regiunea Jîtomîr, Ucraina.

## Demografie
Componența lingvistică a localității Rudnea-Povceanska
     Ucraineană (99,5%)
     Alte limbi (0,5%)
Conform recensământului din 2001, majoritatea populației localității Rudnea-Povceanska era vorbitoare de ucraineană (99,5%), existând în minoritate și vorbitori de alte limbi.